# Temporada 1960 del Campeonato Mundial de Resistencia

## Carreras
| 1000 Kilómetros de Buenos Aires 31/01/1960 Autódromo de Buenos Aires | 1000 Kilómetros de Buenos Aires 31/01/1960 Autódromo de Buenos Aires | 1000 Kilómetros de Buenos Aires 31/01/1960 Autódromo de Buenos Aires | 1000 Kilómetros de Buenos Aires 31/01/1960 Autódromo de Buenos Aires | 1000 Kilómetros de Buenos Aires 31/01/1960 Autódromo de Buenos Aires | 1000 Kilómetros de Buenos Aires 31/01/1960 Autódromo de Buenos Aires |
| Pos                                                                  | N°                                                                   | Piloto                                                               | Auto                                                                 | Equipo                                                               | Clase                                                                |
| -------------------------------------------------------------------- | -------------------------------------------------------------------- | -------------------------------------------------------------------- | -------------------------------------------------------------------- | -------------------------------------------------------------------- | -------------------------------------------------------------------- |
| 1°                                                                   | 4                                                                    | Hill / Allison                                                       | Ferrari 250 TR 59/60 Fantuzzi Spyder                                 | Scuderia Ferrari                                                     | S3.0                                                                 |
| 2°                                                                   | 2                                                                    | Ginther / von Trips                                                  | Ferrari 250 TR 59/60 Fantuzzi Spyder                                 | Scuderia Ferrari                                                     | S3.0                                                                 |
| 3°                                                                   | 30                                                                   | Bonnier / Hill                                                       | Porsche 718 RSK                                                      | Porsche KG                                                           | S1.6                                                                 |
| 4°                                                                   | 14                                                                   | Lara Barberis / Heins                                                | Maserati 300S                                                        |                                                                      | S3.0                                                                 |
| 5°                                                                   | 42                                                                   | von Döry / von Döry / Bordeu                                         | Porsche 718 RSK                                                      |                                                                      | S1.6                                                                 |
| 6°                                                                   | 36                                                                   | Goethals / Delfosse                                                  | Porsche 718 RSK                                                      |                                                                      | S1.6                                                                 |
| 7°                                                                   | 34                                                                   | Trintignant / Herrmann                                               | Porsche 718 RSK                                                      | Porsche KG                                                           | S1.6                                                                 |
| 8°                                                                   | 44                                                                   | Maestretti / Gómez                                                   | Porsche 718 RSK                                                      |                                                                      | S1.6                                                                 |
| 9°                                                                   | 50                                                                   | "Madero" / Todaro                                                    | Ferrari 250 GT Interim                                               |                                                                      | GT                                                                   |
| 10°                                                                  | 56                                                                   | von Hanstein / Bohnen                                                | Porsche 356B Carrera                                                 | Porsche KG                                                           | GT                                                                   |
| 11°                                                                  | 52                                                                   | Tosa / Turco                                                         | Ferrari 250 GT LWB                                                   |                                                                      | GT                                                                   |
| 12°                                                                  | 8                                                                    | Bonomi / Milán                                                       | Maserati 300S                                                        |                                                                      | S3.0                                                                 |
| 13°                                                                  | 20                                                                   | Gurney / Gregory                                                     | Maserati Tipo 61                                                     | Camoradi International                                               | S3.0                                                                 |
| 14°                                                                  | 32                                                                   | Gendebien / Barth                                                    | Porsche 718 RSK                                                      | Porsche KG                                                           | S1.6                                                                 |
| 15°                                                                  | 6                                                                    | Scarfiotti / González                                                | Ferrari Dino 246 S                                                   | Scuderia Ferrari                                                     | S3.0                                                                 |
| 16°                                                                  | 10                                                                   | de Alzaga / Salerno                                                  | Maserati 300S                                                        |                                                                      | S3.0                                                                 |
| 17°                                                                  | 24                                                                   | Pucci / Dagnino                                                      | Maserati                                                             |                                                                      | S3.0                                                                 |
| 18°                                                                  | 18                                                                   | Gay / Rivero                                                         | Lancia D24                                                           |                                                                      | S3.0                                                                 |
| 19°                                                                  | 54                                                                   | Abate / Rodriguez-Larreta                                            | Ferrari 250 GT LWB                                                   |                                                                      | GT                                                                   |
| 20°                                                                  | 16                                                                   | Barreto / Najurieta                                                  | Maserati 300S                                                        |                                                                      | S3.0                                                                 |
| 21°                                                                  | 22                                                                   | Sticoni / Iglesias                                                   | Maserati 200SI                                                       |                                                                      | S3.0                                                                 |
| 22°                                                                  | 38                                                                   | Walter / Bordeu                                                      | Porsche 718 RSK                                                      |                                                                      | S1.6                                                                 |
| 23°                                                                  | 40                                                                   | Blanchard / Seidel                                                   | Porsche 718 RSK                                                      | Wolfgang Seidel                                                      | S1.6                                                                 |
| 12 Horas de Sebring 26/03/1960 Sebring International Raceway         |                                                                      |                                                                      |                                                                      |                                                                      |                                                                      |
| Pos                                                                  | N°                                                                   | Piloto                                                               | Auto                                                                 | Equipo                                                               | Clase                                                                |
| 1°                                                                   | 42                                                                   | Herrmann / Gendebien                                                 | Porsche 718 RS 60                                                    | Joakim Bonnier                                                       | S1.6                                                                 |
| 2°                                                                   | 44                                                                   | Holbert / Schechter / Fowler                                         | Porsche 718 RS 60                                                    | Brumos Porsche Car Corp.                                             | S1.6                                                                 |
| 3°                                                                   | 8                                                                    | Lovely / Nethercutt                                                  | Ferrari 250 TR 59/60                                                 | Jack Nethercutt                                                      | S3.0                                                                 |
| 4°                                                                   | 10                                                                   | Hugus / Pabst                                                        | Ferrari 250 GT SWB                                                   | North American Racing Team                                           | S3.0                                                                 |
| 5°                                                                   | 17                                                                   | Reed / Connell                                                       | Ferrari 250 GT California                                            | RRR Motors                                                           | S3.0                                                                 |
| 6°                                                                   | 12                                                                   | Sturgis / D'Orey                                                     | Ferrari 250 GT SWB                                                   | William Sturgis                                                      | S3.0                                                                 |
| 7°                                                                   | 11                                                                   | Arents / Kimberly                                                    | Ferrari 250 GT SWB                                                   | North American Racing Team                                           | S3.0                                                                 |
| 8°                                                                   | 16                                                                   | Abate / Scarlatti / Serena                                           | Ferrari 250 GT California                                            | Scuderia Serenissima                                                 | GT3.0                                                                |
| 9°                                                                   | 72                                                                   | Dungan / Sheppard                                                    | Porsche 356A Carrera                                                 | Camoradi USA                                                         | GT1.6                                                                |
| 10°                                                                  | 14                                                                   | Publicker / Constantine / McCarthy                                   | Ferrari 250 GT California                                            | Robert Publicker                                                     | S3.0                                                                 |
| 11°                                                                  | 80                                                                   | Bootz / de Beaufort                                                  | Porsche 356A Carrera                                                 | Count Karel de Beaufort                                              | GT1.6                                                                |
| 12°                                                                  | 63                                                                   | Bentley / Gordon                                                     | Osca S750                                                            | Automobili Osca USA                                                  | S850                                                                 |
| 13°                                                                  | 47                                                                   | Koehne / Makins                                                      | Osca MT4 1500                                                        | Automobili Osca USA                                                  | S1.6                                                                 |
| 14°                                                                  | 31                                                                   | Goldman / Durbin                                                     | Arnolt Bolide Bristol                                                | S. H. Arnolt Inc.                                                    | GT2.0                                                                |
| 15°                                                                  | 20                                                                   | Geitner / Spencer                                                    | Austin-Healey 3000                                                   | British Motor Corp.                                                  | GT3.0                                                                |
| 16°                                                                  | 6                                                                    | Fritts / Hall                                                        | Chevrolet Corvette                                                   | RRR Motors                                                           | GT5.0                                                                |
| 17°                                                                  | 58                                                                   | Vögele / Ashdown                                                     | Lola Mk.1 Climax                                                     | Charles Vogele                                                       | S1.15                                                                |
| 18°                                                                  | 54                                                                   | Van Beuren / Velásquez / Velásquez                                   | Alfa Romeo Giulietta SV                                              | Frederico van Beuren                                                 | GT1.3                                                                |
| 19°                                                                  | 50                                                                   | O'Brien / Horn                                                       | Alfa Romeo Giulietta SV                                              | Louis Comito                                                         | GT1.3                                                                |
| 20°                                                                  | 36                                                                   | Hulsey / Washburn                                                    | AC Ace Bristol                                                       | A.C. Cars Ltd.                                                       | GT2.0                                                                |
| 21°                                                                  | 34                                                                   | Grossman / Rothschild                                                | AC Ace Bristol                                                       | A.C. Cars Ltd.                                                       | GT2.0                                                                |
| 22°                                                                  | 33                                                                   | Johnston / Seaverns / Bradley                                        | Arnolt Bolide Bristol                                                | S. H. Arnolt Inc.                                                    | GT2.0                                                                |
| 23°                                                                  | 65                                                                   | Cunningham / Fulp                                                    | Osca S750                                                            | Luigi Chinetti Motors                                                | S850                                                                 |
| 24°                                                                  | 39                                                                   | Hayes / Leavens                                                      | MGA Twin Cam                                                         | British Motor Corp.                                                  | GT1.6                                                                |
| 25°                                                                  | 55                                                                   | Evans / Weiss / Chamberlain                                          | Lotus Elite                                                          | Lotus Cars USA                                                       | GT1.3                                                                |
| 26°                                                                  | 3                                                                    | Gamble / Jeffords / Wuesthoff                                        | Chevrolet Corvette                                                   | Camoradi USA                                                         | GT5.0                                                                |
| 27°                                                                  | 48                                                                   | Milliken / Argetsinger                                               | Alfa Romeo Giulietta SV                                              | Cameron Argetsinger                                                  | GT1.3                                                                |
| 28°                                                                  | 77                                                                   | O'Sullivan / Procter / Stevens                                       | AC Ace Bristol                                                       | Tony O'Sullivan                                                      | GT2.0                                                                |
| 29°                                                                  | 40                                                                   | Flaherty / Parkinson                                                 | MGA Twin Cam                                                         | British Motor Corp.                                                  | GT1.6                                                                |
| 30°                                                                  | 51                                                                   | Comito / Durant / Richardson                                         | Alfa Romeo Giulietta SV                                              | Ross Durant, Jr.                                                     | GT1.3                                                                |
| 31°                                                                  | 52                                                                   | Kessinger / McClellan, Jr. / Gardner                                 | Alfa Romeo Giulietta SV                                              | Dr. Ray Martínez                                                     | GT1.3                                                                |
| 32°                                                                  | 4                                                                    | Jeffords / Gamble                                                    | Chevrolet Corvette                                                   | Camoradi USA                                                         | GT5.0                                                                |
| 33°                                                                  | 18                                                                   | Riley / Sears                                                        | Austin-Healey 3000                                                   | British Motor Corp.                                                  | GT3.0                                                                |
| 34°                                                                  | 26                                                                   | Black / Tower                                                        | Daimler SP250                                                        | Charlemagne Tower                                                    | S3.0                                                                 |
| 35°                                                                  | 5                                                                    | Johnson / Morgan                                                     | Chevrolet Corvette                                                   | Johnson Chevrolet Co.                                                | GT5.0                                                                |
| 36°                                                                  | 37                                                                   | Masterson / Patterson / Babcock                                      | Elva Courier Climax                                                  | Elva Distributors USA                                                | S1.6                                                                 |
| 37°                                                                  | 60                                                                   | Costley / Harrison                                                   | Elva Mk VI Climax                                                    | Edgar M. Costley                                                     | S1.15                                                                |
| 38°                                                                  | 66                                                                   | Cuomo / Richards                                                     | Fiat-Abarth 750 S                                                    | Roosevelt Automobiles                                                | S850                                                                 |
| 39°                                                                  | 32                                                                   | Payne / Gary                                                         | Arnolt Bolide Bristol                                                | S. H. Arnolt Inc.                                                    | GT2.0                                                                |
| 40°                                                                  | 68                                                                   | Wallace / Horton / Kolb                                              | Elva Courier Ford                                                    | Elva Distributors USA                                                | S1.6                                                                 |
| 41°                                                                  | 61                                                                   | Sprintzel / Lumkin                                                   | Austin-Healey Sebring Sprite                                         | Donald Healey, Ltd.                                                  | S1.0                                                                 |
| 42°                                                                  | 24                                                                   | Stear / Causey                                                       | Maserati Tipo 61                                                     | Dave Causey                                                          | S3.0                                                                 |
| 43°                                                                  | 25                                                                   | Hansgen / Crawford                                                   | Maserati Tipo 61                                                     | Jaguar Distributors of New York                                      | S3.0                                                                 |
| 44°                                                                  | 23                                                                   | Moss / Gurney                                                        | Maserati Tipo 61                                                     | Camoradi USA                                                         | S3.0                                                                 |
| 45°                                                                  | 46                                                                   | von Döry / Mières / von Döry                                         | Porsche 718 RSK                                                      | Anton von Dory                                                       | S1.6                                                                 |
| 46°                                                                  | 28                                                                   | Rodríguez / Rodríguez                                                | Ferrari Dino 196 S                                                   | North American Racing Team                                           | S2.0                                                                 |
| 47°                                                                  | 7                                                                    | Daigh / Ginther                                                      | Ferrari 250 TR 59/60                                                 | North American Racing Team                                           | S3.0                                                                 |
| 48°                                                                  | 43                                                                   | Hill / Bonnier                                                       | Porsche 718 RS 60                                                    | Joakim Bonnier                                                       | S1.6                                                                 |
| 49°                                                                  | 53                                                                   | Troiano / Swanson / Waltman                                          | Alfa Romeo Giulietta SV                                              | Racing Associates of New England                                     | GT1.3                                                                |
| 50°                                                                  | 35                                                                   | Mazzi / Schroeder                                                    | AC Ace Bristol                                                       | A.C. Cars Ltd.                                                       | GT2.0                                                                |
| 51°                                                                  | 30                                                                   | Williamson / Forno                                                   | Morgan Plus 4                                                        | Morgan Motors Ltd.                                                   | GT2.0                                                                |
| 52°                                                                  | 57                                                                   | Bott / Forno                                                         | Lotus Elite                                                          | Lotus Cars USA                                                       | GT1.3                                                                |
| 53°                                                                  | 19                                                                   | Colgate / Spross                                                     | Austin-Healey 3000                                                   | British Motor Corp.                                                  | GT3.0                                                                |
| 54°                                                                  | 2                                                                    | Thompson / Windridge                                                 | Chevrolet Corvette                                                   | Jaguar Distributors of New York                                      | GT5.0                                                                |
| 55°                                                                  | 64                                                                   | McCluggage / Windridge                                               | Osca 187S                                                            | Camoradi USA                                                         | S850                                                                 |
| 56°                                                                  | 41                                                                   | Cuevas / Norinder                                                    | Porsche 356A Carrera GS GT Speedster                                 | Quiver Enterprises                                                   | GT1.6                                                                |
| 57°                                                                  | 15                                                                   | Balzarini / Abate                                                    | Ferrari 250 GT                                                       | Scuderia Serenissima                                                 | GT3.0                                                                |
| 58°                                                                  | 1                                                                    | Cunningham / Fitch                                                   | Chevrolet Corvette                                                   | Jaguar Distributors of New York                                      | GT5.0                                                                |
| 59°                                                                  | 67                                                                   | Lukens / Haynes                                                      | Bandini - Fiat                                                       | Racemasters                                                          | S850                                                                 |
| 60°                                                                  | 27                                                                   | Sharp / Hall                                                         | Cooper Monaco T49 Maserati                                           | Hap Sharp                                                            | S2.0                                                                 |
| 61°                                                                  | 49                                                                   | Rainville / Kaplan                                                   | Alfa Romeo Giulietta SV                                              | Jake Kaplan                                                          | GT1.3                                                                |
| 62°                                                                  | 56                                                                   | Hughes / Weiss                                                       | Lotus Elite                                                          | Lotus Cars USA                                                       | GT1.3                                                                |
| 63°                                                                  | 38                                                                   | Escott / Lund                                                        | MGA Twin Cam                                                         | British Motor Corp.                                                  | GT1.6                                                                |
| 64°                                                                  | 22                                                                   | Shelby / Gregory                                                     | Maserati Tipo 61                                                     | Camoradi USA                                                         | S3.0                                                                 |
| 65°                                                                  | 45                                                                   | Erickson / Sesslar                                                   | Porsche 718 RSK                                                      | Carl Erickson Co.                                                    | S1.6                                                                 |
| Targa Florio 08/05/1960 Circuito de Palermo                          |                                                                      |                                                                      |                                                                      |                                                                      |                                                                      |
| Pos                                                                  | N°                                                                   | Piloto                                                               | Auto                                                                 | Equipo                                                               | Clase                                                                |
| 1°                                                                   | 184                                                                  | Bonnier / Herrmann                                                   | Porsche 718 RS 60                                                    | Porsche KG                                                           | S2.0                                                                 |
| 2°                                                                   | 194                                                                  | von Trips / Hill                                                     | Ferrari Dino 246 S                                                   | Scuderia Ferrari                                                     | S3.0                                                                 |
| 3°                                                                   | 176                                                                  | Gendebien / Herrmann                                                 | Porsche 718 RS 60                                                    | Porsche KG                                                           | S2.0                                                                 |
| 4°                                                                   | 198                                                                  | Mairesse / Scarfiotti / Cabianca                                     | Ferrari Dino 246 S                                                   | Scuderia Ferrari                                                     | S3.0                                                                 |
| 5°                                                                   | 160                                                                  | Barth / Hill                                                         | Porsche 718 RS 60                                                    | Porsche KG                                                           | S1.6                                                                 |
| 6°                                                                   | 116                                                                  | Strähle / Lissmann / Linge                                           | Porsche 356B Carrera Abarth GTL                                      | Paul-Ernst Strähle                                                   | GT2.5                                                                |
| 7°                                                                   | 172                                                                  | Rodríguez / Rodríguez                                                | Ferrari Dino 196 S                                                   | North American Racing Team                                           | S2.0                                                                 |
| 8°                                                                   | 120                                                                  | Linge / Lissmann / Strähle                                           | Porsche 356B Carrera                                                 | Paul-Ernst Strähle                                                   | GT2.5                                                                |
| 9°                                                                   | 208                                                                  | Lenza / Maglione                                                     | Ferrari 250 GT SWB                                                   | Partenopea                                                           | S3.0                                                                 |
| 10°                                                                  | 134                                                                  | Lualdi / Scarlatti                                                   | Ferrari 250 GT LWB                                                   | Scuderia Sant Ambroeus                                               | GT+2.5                                                               |
| 11°                                                                  | 74                                                                   | Pace / Castellina                                                    | Osca S1100 (S 273)                                                   | Nineteen Racing Club                                                 | S1.15                                                                |
| 12°                                                                  | 204                                                                  | Gerini / La Pira                                                     | Ferrari 250 GT SWB                                                   | Scuderia Serenissima                                                 | S3.0                                                                 |
| 13°                                                                  | 50                                                                   | Riolo / Federico                                                     | Alfa Romeo Giulietta Sprint Speciale                                 | Monte Pellegrino                                                     | GT1.3                                                                |
| 14°                                                                  | 42                                                                   | Taormina / "Saica"                                                   | Alfa Romeo Giulietta Sprint Veloce Zagato                            | Baldassare Taormina                                                  | GT1.3                                                                |
| 15°                                                                  | 156                                                                  | Brichetti / Manfredini                                               | Osca S1500                                                           | Madunina                                                             | S1.6                                                                 |
| 16°                                                                  | 14                                                                   | Laureau / Cahier                                                     | D.B. HBR Panhard Coupé                                               | Gérard Laureau                                                       | GT1.15                                                               |
| 17°                                                                  | 152                                                                  | Siracusa / Peduzzi                                                   | Osca F2/S 1500                                                       | Aspromonte                                                           | S1.6                                                                 |
| 18°                                                                  | 206                                                                  | Ferraro / Zampiero                                                   | Ferrari 250 GT SWB                                                   | San Marco                                                            | S3.0                                                                 |
| 19°                                                                  | 60                                                                   | Leto di Priolo / Prandoni                                            | Alfa Romeo Giulietta SZ                                              | Scuderia Ambrosiana                                                  | GT1.3                                                                |
| 20°                                                                  | 48                                                                   | Coco / Sabbia                                                        | Alfa Romeo Giulietta Sprint Veloce                                   | Etna                                                                 | GT1.3                                                                |
| 21°                                                                  | 118                                                                  | Mosca / Cucchiarelli                                                 | Fiat 8V Zagato                                                       | Montegrappa                                                          | GT2.5                                                                |
| 22°                                                                  | 92                                                                   | Casner / Todaro                                                      | Porsche 356B 1600                                                    | Lloyd Casner                                                         | GT2.5                                                                |
| 23°                                                                  | 36                                                                   | Laureati / Scarlatti                                                 | Alfa Romeo Giulietta Sprint Veloce Zagato                            | Scuderia Sant Ambroeus                                               | GT1.3                                                                |
| 24°                                                                  | 84                                                                   | Brandi / Minzoni                                                     | Osca S1100 (S 273)                                                   | Settecolli                                                           | S1.15                                                                |
| 25°                                                                  | 34                                                                   | Emanuele / "Aldebaran"                                               | Alfa Romeo Giulietta Sprint Veloce                                   | La Clessidra                                                         | GT1.3                                                                |
| 26°                                                                  | 56                                                                   | Pernice / Russo                                                      | Alfa Romeo Giulietta Spider                                          | Etna                                                                 | GT1.3                                                                |
| 27°                                                                  | 180                                                                  | Pisano / Sirchia                                                     | Maserati 200SI                                                       | Monte Pellegrino                                                     | S2.0                                                                 |
| 28°                                                                  | 54                                                                   | Mandato / Ruggero                                                    | Alfa Romeo Giulietta Sprint Veloce Zagato                            | Partenopea                                                           | GT1.3                                                                |
| 29°                                                                  | 108                                                                  | Mantia / D'Amico                                                     | Lancia Aurelia B24                                                   | Monte Pellegrino                                                     | GT2.5                                                                |
| 30°                                                                  | 106                                                                  | Mancini / Buondonno                                                  | Lancia Aurelia B24                                                   | Aldo Mancini                                                         | GT2.5                                                                |
| 31°                                                                  | 114                                                                  | Capelli / Prandoni                                                   | Fiat 1500 Cabriolet                                                  | Ovidio Capelli                                                       | GT2.5                                                                |
| 32°                                                                  | 32                                                                   | Natella / Fiordelisi                                                 | Alfa Romeo Giulietta Sprint Veloce Zagato                            | Scuderia Settecolli                                                  | GT1.3                                                                |
| 33°                                                                  | 16                                                                   | Largaioli / Zeccoli                                                  | Lancia Appia GTZ                                                     | Scuderia Castellotti                                                 | GT1.15                                                               |
| 34°                                                                  | 98                                                                   | Vannucci / Carfi                                                     | Lancia Aurelia B20                                                   | Etna                                                                 | GT2.5                                                                |
| 35°                                                                  | 24                                                                   | Soldano / Ramírez                                                    | Fiat-Abarth 750 Sport                                                | Monte Pellegrino                                                     | S850                                                                 |
| 36°                                                                  | 26                                                                   | Garufi / Tagliavia                                                   | Fiat-Abarth 850 Zagato                                               | Guido Garufi                                                         | S850                                                                 |
| 37°                                                                  | 12                                                                   | Fiorentino / Rizzotti                                                | Lancia Appia GTZ                                                     | San Rizzo                                                            | GT1.15                                                               |
| 38°                                                                  | 96                                                                   | Diomaiuta / Presciutti                                               | Fiat 8V Zagato                                                       | Montegrappa                                                          | GT2.5                                                                |
| 39°                                                                  | 104                                                                  | di Benedetto / Mentesana                                             | Alfa Romeo 1900 SSZ                                                  | Balarm                                                               | GT2.5                                                                |
| 40°                                                                  | 44                                                                   | "Kim" / Thiele                                                       | Alfa Romeo Giulietta SZ                                              | Scuderia Sant Ambroeus                                               | GT1.3                                                                |
| 41°                                                                  | 82                                                                   | Rotolo / Cavaliere                                                   | Osca MT4 1100                                                        | Monte Pellegrino                                                     | S1.15                                                                |
| 42°                                                                  | 112                                                                  | Perrella / Covino                                                    | Alfa Romeo 1900 SS Touring                                           | Guido Perrella                                                       | GT2.5                                                                |
| 43°                                                                  | 200                                                                  | Maglioli / Vaccarella                                                | Maserati Tipo 61                                                     | Camoradi USA                                                         | S3.0                                                                 |
| 44°                                                                  | 62                                                                   | Trapani / Guercia                                                    | Alfa Romeo Giulietta Sprint Speciale                                 | Balarm                                                               | GT1.3                                                                |
| 45°                                                                  | 102                                                                  | Monaci / Forlanini                                                   | Lancia Aurelia B20                                                   | Partenopea                                                           | GT2.5                                                                |
| 46°                                                                  | 110                                                                  | von Hanstein / Pucci                                                 | Porsche 356B Carrera Reutter                                         | Porsche KG                                                           | GT2.5                                                                |
| 47°                                                                  | 188                                                                  | Davis / Cammarota                                                    | Cooper Monaco T49 Maserati                                           | Scuderia Serenissima                                                 | S2.0                                                                 |
| 48°                                                                  | 192                                                                  | Tramontana / Alotta                                                  | Ferrari 250 GT SWB                                                   | Partenopea                                                           | S3.0                                                                 |
| 49°                                                                  | 46                                                                   | Picone / di Salvo                                                    | Alfa Romeo Giulietta Spider                                          | Monte Pellegrino                                                     | GT1.3                                                                |
| 50°                                                                  | 154                                                                  | Giordano / Starrabba                                                 | Osca S1500                                                           | Scuderia Serenissima                                                 | S1.6                                                                 |
| 51°                                                                  | 202                                                                  | Allison / Ginther                                                    | Ferrari 250 TR 60                                                    | Scuderia Ferrari                                                     | S3.0                                                                 |
| 52°                                                                  | 38                                                                   | Sepe / Bettoja                                                       | Alfa Romeo Giulietta SZ                                              | Partenopea                                                           | GT1.3                                                                |
| 53°                                                                  | 76                                                                   | Raimondo / Calascibetta                                              | Osca MT4 1100                                                        | Balarm                                                               | S1.15                                                                |
| 54°                                                                  | 4                                                                    | Bonomi / Cavalieri                                                   | Fiat-Abarth 750 Zagato                                               | Monte Pellegrino                                                     | GT850                                                                |
| 55°                                                                  | 22                                                                   | Spampinato / Matera                                                  | Fiat-Abarth Spampinato 750 Sport                                     | Etna                                                                 | S850                                                                 |
| 56°                                                                  | 94                                                                   | Donato / Pizzo                                                       | Lancia Aurelia B20                                                   | Balarm                                                               | GT2.5                                                                |
| 57°                                                                  | 64                                                                   | Bettoja / "Sagitttario"                                              | Alfa Romeo Giulietta Sprint Speciale                                 | Scuderia Sant Ambroeus                                               | GT1.3                                                                |
| 58°                                                                  | 72                                                                   | de Leonibus / Munaron                                                | Alfa Romeo Conrero 1150 Sport                                        | Virgilio Conrero                                                     | S1.15                                                                |
| 59°                                                                  | 80                                                                   | Bini / Bauer                                                         | Osca S1100 (S 273)                                                   | Scuderia Sant Ambroeus                                               | S1.15                                                                |
| 60°                                                                  | 124                                                                  | Montalbano / Bologna                                                 | Fiat 8V                                                              | Monte Pellegrino                                                     | GT2.5                                                                |
| 61°                                                                  | 8                                                                    | Paratore / Manasseri                                                 | Fiat-Abarth 750 Goccia Vignale                                       | Trinacria                                                            | GT850                                                                |
| 62°                                                                  | 40                                                                   | Grasso / Sabbia                                                      | Alfa Romeo Giulietta Sprint                                          | Etna                                                                 | GT1.3                                                                |
| 63°                                                                  | 58                                                                   | Samona / "Dracula"                                                   | Alfa Romeo Giulietta Sprint Veloce Zagato                            | Partenopea                                                           | GT1.3                                                                |
| 64°                                                                  | 78                                                                   | Napoli / Marino                                                      | Ermini 1100 Fiat                                                     | Monte Pellegrino                                                     | S1.15                                                                |
| 65°                                                                  | 162                                                                  | Bauer / Smith                                                        | Osca 1500S                                                           | Vincenzo Arena                                                       | S1.6                                                                 |
| 66°                                                                  | 178                                                                  | Govoni / Boffa                                                       | Maserati Tipo 60                                                     | Luigi Bellucci                                                       | S2.0                                                                 |
| 67°                                                                  | 186                                                                  | Boffa / Tedeschi                                                     | WRE - Maserati                                                       | Luigi Bellucci                                                       | S2.0                                                                 |
| 68°                                                                  | 122                                                                  | Vella / Termini                                                      | Fiat 8V                                                              | Monte Pellegrino                                                     | GT2.5                                                                |
| 69°                                                                  | 158                                                                  | Fiordelisi / Donato                                                  | Alfa Romeo Speciale 1500                                             | Settecolli                                                           | S1.6                                                                 |
| 1000 Kilómetros de Nürburgring 22/05/1960 Nürburgring                |                                                                      |                                                                      |                                                                      |                                                                      |                                                                      |
| Pos                                                                  | N°                                                                   | Piloto                                                               | Auto                                                                 | Equipo                                                               | Clase                                                                |
| 1°                                                                   | 5                                                                    | Moss / Gurney                                                        | Maserati Tipo 61                                                     | Camoradi/USA Racing Team                                             | S3.0                                                                 |
| 2°                                                                   | 21                                                                   | Bonnier / Gendebien                                                  | Porsche 718 RS 60                                                    | Dr. Ing. h. c. F. Porsche KG.                                        | S2.0                                                                 |
| 3°                                                                   | 2                                                                    | Allison / Mairesse / Hill                                            | Ferrari 250 TR 59/60                                                 | Scuderia Ferrari                                                     | S3.0                                                                 |
| 4°                                                                   | 23                                                                   | Herrmann / Trintignant                                               | Porsche 718 RS 60                                                    | Dr. Ing. h. c. F. Porsche KG.                                        | S2.0                                                                 |
| 5°                                                                   | 6                                                                    | Gregory / Munaron                                                    | Maserati Tipo 61                                                     | Camoradi/USA Racing Team                                             | S3.0                                                                 |
| 6°                                                                   | 36                                                                   | Walter / Losinger                                                    | Porsche 718 RSK                                                      | Heinrich Walter                                                      | S1.6                                                                 |
| 7°                                                                   | 31                                                                   | Greger / Linge                                                       | Porsche 356B Carrera Abarth GTL Exp                                  | Dr. Ing. h. c. F. Porsche KG.                                        | S1.6                                                                 |
| 8°                                                                   | 77                                                                   | Abate / Davis                                                        | Ferrari 250 GT LWB                                                   | Scuderia Serenissima                                                 | GT+2.0                                                               |
| 9°                                                                   | 34                                                                   | de Beaufort / Frère                                                  | Porsche 718 RS 60                                                    | Ian Fraser-Jones                                                     | S1.6                                                                 |
| 10°                                                                  | 83                                                                   | Strähle / Walter                                                     | Porsche 356B Carrera Abarth GTL                                      | Paul Ernst Straehle                                                  | GT2.0                                                                |
| 11°                                                                  | 72                                                                   | Bianchi / Schlesser                                                  | Ferrari 250 GT LWB                                                   | Joe Schlesser                                                        | GT+2.0                                                               |
| 12°                                                                  | 84                                                                   | Braun / Schwarz                                                      | Porsche 356B Carrera                                                 | Karl Braun                                                           | GT2.0                                                                |
| 13°                                                                  | 85                                                                   | Koch / Stausberg                                                     | Porsche 356B Carrera Abarth GTL                                      | Scuderia Colonia                                                     | GT2.0                                                                |
| 14°                                                                  | 82                                                                   | Hahnl, Jr. / Zick                                                    | Porsche 356B Carrera                                                 | Camoradi/USA Racing Team                                             | GT2.0                                                                |
| 15°                                                                  | 11                                                                   | "Beurlys" / Noblet                                                   | Ferrari 250 GT SWB                                                   | Ecurie Francorchamps                                                 | S3.0                                                                 |
| 16°                                                                  | 89                                                                   | Schiller / Ferrier                                                   | Porsche 356B Carrera                                                 | Ecurie Leman                                                         | GT2.0                                                                |
| 17°                                                                  | 53                                                                   | Vögele / Ashdown                                                     | Lola Mk.1 Climax                                                     | Charles Voegele                                                      | S1.15                                                                |
| 18°                                                                  | 24                                                                   | Greene / Graham                                                      | Lotus 15 Series 2 Climax                                             | Taylor and Crawley Racing Team                                       | S2.0                                                                 |
| 19°                                                                  | 32                                                                   | Schulze / Einsiedel                                                  | Porsche 356B Super 90 Exp                                            | Dr. Ing. h. c. F. Porsche KG.                                        | S1.6                                                                 |
| 20°                                                                  | 117                                                                  | Stacey / Wagstaff                                                    | Lotus Elite                                                          | Team Elite                                                           | GT1.3                                                                |
| 21°                                                                  | 115                                                                  | Lumsden / Sargent                                                    | Lotus Elite                                                          | Peter J. S. Lumsden                                                  | GT1.3                                                                |
| 22°                                                                  | 9                                                                    | Baillie / Greenall                                                   | Aston Martin DBR1/300                                                | Major I. B. Bailie                                                   | S3.0                                                                 |
| 23°                                                                  | 17                                                                   | Peroglio / Frescobaldi                                               | Ferrari 250 GT LWB                                                   | Scuderia Serenissima                                                 | GT+2.0                                                               |
| 24°                                                                  | 55                                                                   | de Selincourt / Lawrence                                             | Lola Mk.1 Climax                                                     | R. W. de Selincourt                                                  | S1.15                                                                |
| 25°                                                                  | 52                                                                   | Hicks / Hitches                                                      | Lola Mk.1 Climax                                                     | David Hitches                                                        | S1.15                                                                |
| 26°                                                                  | 86                                                                   | Hülbüsch / Springer                                                  | Porsche 356B Carrera                                                 | Heinrich Hülbüsch, Jr.                                               | GT2.0                                                                |
| 27°                                                                  | 25                                                                   | Taylor / Martyn                                                      | Lotus 15 Climax                                                      | Taylor and Crawley Racing Team                                       | S2.0                                                                 |
| 28°                                                                  | 101                                                                  | Stangl / Degner                                                      | Alfa Romeo Giulietta SS                                              | Karl Stangl                                                          | GT1.3                                                                |
| 29°                                                                  | 54                                                                   | Broadley / Bertram                                                   | Lola Mk.1 Climax                                                     | D. McNab Bertram                                                     | S1.15                                                                |
| 30°                                                                  | 51                                                                   | Hazard / van der Bruwaene                                            | D.B. HBR5 Panhard                                                    | Automobiles D.B. Deutsch Bonnet                                      | S1.15                                                                |
| 31°                                                                  | 111                                                                  | Berger / Roggemans                                                   | Alfa Romeo Giulietta SVZ                                             | Ecurie Azur                                                          | GT1.3                                                                |
| 32°                                                                  | 121                                                                  | Kreisel / Schaffer                                                   | Lotus Elite                                                          | George R. Kreisel, Jr.                                               | GT1.3                                                                |
| 33°                                                                  | 93                                                                   | Staples / Shepherd-Barron                                            | AC Ace Bristol                                                       | Rudd's Racing Team Ltd.                                              | GT2.0                                                                |
| 34°                                                                  | 109                                                                  | Hacquin / Henriquet                                                  | Alfa Romeo Giulietta Sprint Veloce                                   | Georges Hacquin                                                      | GT1.3                                                                |
| 35°                                                                  | 74                                                                   | John / Isenbügel                                                     | Mercedes-Benz 300 SL                                                 | Hans-Günther John                                                    | GT+2.0                                                               |
| 36°                                                                  | 62                                                                   | Bartholoni / Vinatier                                                | D.B. HBR5 Panhard                                                    | Automobiles D.B. Deutsch Bonnet                                      | S850                                                                 |
| 37°                                                                  | 88                                                                   | Gerhards / Gerhards, Jr.                                             | Porsche 356B Super 90                                                | Hellmuth Gerhards                                                    | GT2.0                                                                |
| 38°                                                                  | 57                                                                   | Simson / Hawkins                                                     | Austin-Healey Sebring Sprite                                         | Team 221                                                             | S1.15                                                                |
| 39°                                                                  | 61                                                                   | Laureau / Jaeger                                                     | D.B. HBR5 Panhard                                                    | Automobiles D.B. Deutsch Bonnet                                      | S850                                                                 |
| 40°                                                                  | 122                                                                  | Consten / Rosinski                                                   | Alfa Romeo Giulietta Sprint Veloce                                   | Bernard Consten                                                      | GT1.3                                                                |
| 41°                                                                  | 63                                                                   | Poltonieri / Levine                                                  | Fiat-Abarth 850                                                      | Scuderia Sant'Ambroeus                                               | S850                                                                 |
| 42°                                                                  | 26                                                                   | Wicky / Jenny                                                        | Maserati 200SI                                                       | Equipe Lausannoise                                                   | S2.0                                                                 |
| 43°                                                                  | 37                                                                   | Fergusson / Baird                                                    | Elva Mk V Climax                                                     | Elva Cars Ltd.                                                       | S1.6                                                                 |
| 44°                                                                  | 71                                                                   | Lilley / Gamble                                                      | Chevrolet Corvette                                                   | Camoradi/USA Racing Team                                             | GT+2.0                                                               |
| 45°                                                                  | 90                                                                   | Runte / King / Denk                                                  | Porsche 356B                                                         | Bruno Runte                                                          | GT2.0                                                                |
| 46°                                                                  | 91                                                                   | Lindermann / Rosenhammer                                             | Porsche 356B                                                         | Werner Lindermann                                                    | GT2.0                                                                |
| 47°                                                                  | 94                                                                   | Nova / Urian                                                         | Triumph TR3                                                          | Johnny Nova                                                          | GT2.0                                                                |
| 48°                                                                  | 108                                                                  | Gentil de Herédia / Gandia                                           | Alfa Romeo Giulietta                                                 | Antionio Gentil de Heredia                                           | GT1.3                                                                |
| 49°                                                                  | 120                                                                  | Malle / Carnegie                                                     | Lotus Elite                                                          | Jean Francois Malle                                                  | GT1.3                                                                |
| 50°                                                                  | 123                                                                  | Campbell-Jones / Horridge                                            | Lotus Elite                                                          | John Campbell-Jones                                                  | GT1.3                                                                |
| 51°                                                                  | 1                                                                    | von Trips / Hill                                                     | Ferrari 250 TRI/60                                                   | Scuderia Ferrari                                                     | S3.0                                                                 |
| 52°                                                                  | 27                                                                   | Rodríguez / Rodríguez                                                | Ferrari Dino 196 S                                                   | P. u. R. Rodríguez                                                   | S2.0                                                                 |
| 53°                                                                  | 30                                                                   | Barth / Hill                                                         | Porsche 718 RS 60                                                    | Dr. Ing. h. c. F. Porsche KG.                                        | S1.6                                                                 |
| 54°                                                                  | 119                                                                  | Parkes / Baillie                                                     | Lotus Elite                                                          | Sir Gawaine Baillie                                                  | GT1.3                                                                |
| 55°                                                                  | 116                                                                  | Buxton / Allen                                                       | Lotus Elite                                                          | Team Elite                                                           | GT1.3                                                                |
| 56°                                                                  | 95                                                                   | van der Borght / Schumacher                                          | MGA                                                                  | Robert van der Borght                                                | GT2.0                                                                |
| 57°                                                                  | 92                                                                   | Gachnang / Caillet                                                   | AC Ace Bristol                                                       | Ecurie Lausannoise                                                   | GT2.0                                                                |
| 58°                                                                  | 4                                                                    | Scarlatti / Cabianca                                                 | Ferrari Dino 246 S                                                   | Scuderia Ferrari                                                     | S3.0                                                                 |
| 59°                                                                  | 112                                                                  | Liekens / Demol                                                      | Lotus Elite                                                          | Ecurie Azur                                                          | GT1.3                                                                |
| 60°                                                                  | 3                                                                    | Ginther / Scarfiotti                                                 | Ferrari Dino 246 S                                                   | Scuderia Ferrari                                                     | S3.0                                                                 |
| 61°                                                                  | 7                                                                    | Whitehead / Taylor                                                   | Aston Martin DBR1                                                    | A. Graham Whitehead                                                  | S3.0                                                                 |
| 62°                                                                  | 16                                                                   | Gerini / Thiele                                                      | Ferrari 250 GT California                                            | Scuderia Serenissima                                                 | S3.0                                                                 |
| 63°                                                                  | 8                                                                    | Clark / Salvadori                                                    | Aston Martin DBR1/300                                                | Border Reivers                                                       | S3.0                                                                 |
| 64°                                                                  | 87                                                                   | Kreft / von Saucken                                                  | Porsche 356B                                                         | Hans Otto Kreft                                                      | GT2.0                                                                |
| 65°                                                                  | 103                                                                  | Siegfasth / Berger                                                   | Alfa Romeo Giulietta                                                 | Scuderia Alfa Romeo Suecia                                           | GT1.3                                                                |
| 66°                                                                  | 107                                                                  | Bandmann / Bender                                                    | Alfa Romeo Giulietta SV                                              | Ewald Bandmann                                                       | GT1.3                                                                |
| 67°                                                                  | 110                                                                  | Moser / Friederichs                                                  | Alfa Romeo Giulietta SV                                              | Rudolf Wilhelm Moser                                                 | GT1.3                                                                |
| 24 Horas de Le Mans 26/06/1960 Circuito de la Sarthe                 |                                                                      |                                                                      |                                                                      |                                                                      |                                                                      |
| Pos                                                                  | N°                                                                   | Piloto                                                               | Auto                                                                 | Equipo                                                               | Clase                                                                |
| 1°                                                                   | 11                                                                   | Gendebien / Frère                                                    | Ferrari 250 TR 59/60                                                 | Scuderia Ferrari                                                     | S3.0                                                                 |
| 2°                                                                   | 17                                                                   | Pilette / Rodríguez                                                  | Ferrari 250 TR 59 Fantuzzi Spyder                                    | N. A. R. T.                                                          | S3.0                                                                 |
| 3°                                                                   | 7                                                                    | Clark / Salvadori                                                    | Aston Martin DBR1/300                                                | Border Reivers                                                       | S3.0                                                                 |
| 4°                                                                   | 16                                                                   | Tavano / Dumay                                                       | Ferrari 250 GT SWB                                                   | F. Tavano                                                            | GT3.0                                                                |
| 5°                                                                   | 18                                                                   | Arents / Connell                                                     | Ferrari 250 GT SWB                                                   | N. A. R. T.                                                          | GT3.0                                                                |
| 6°                                                                   | 22                                                                   | "Eldé" / Noblet                                                      | Ferrari 250 GT SWB                                                   | Ecurie Francorchamps                                                 | GT3.0                                                                |
| 7°                                                                   | 19                                                                   | Hugus / Pabst                                                        | Ferrari 250 GT SWB                                                   | N. A. R. T.                                                          | GT3.0                                                                |
| 8°                                                                   | 3                                                                    | Fitch / Grossman                                                     | Chevrolet Corvette                                                   | B. S. Cunningham                                                     | GT5.0                                                                |
| 9°                                                                   | 8                                                                    | Baillie / Fairman                                                    | Aston Martin DBR1/300                                                | M. I. Bailie                                                         | S3.0                                                                 |
| 10°                                                                  | 35                                                                   | Linge / Walter                                                       | Porsche 356B Carrera Abarth GTL                                      | Porsche                                                              | S1.6                                                                 |
| 11°                                                                  | 39                                                                   | Barth / Seidel                                                       | Porsche 718 RS 60                                                    | Porsche                                                              | S1.6                                                                 |
| 12°                                                                  | 32                                                                   | Lund / Escott                                                        | MGA Twin Cam Coupé                                                   | Enr. Lund                                                            | S2.0                                                                 |
| 13°                                                                  | 44                                                                   | Masson / Laurent                                                     | Lotus Elite                                                          | R. Masson                                                            | GT1.3                                                                |
| 14°                                                                  | 41                                                                   | Wagstaff / Marsh                                                     | Lotus Elite                                                          | Team Lotus                                                           | GT1.3                                                                |
| 15°                                                                  | 48                                                                   | Laureau / Armagnac                                                   | D.B. Barquette Panhard                                               | D. B.                                                                | S850                                                                 |
| 16°                                                                  | 46                                                                   | Dalton / Colgate                                                     | Austin-Healey Sebring Sprite                                         | Donald Healey                                                        | S1.0                                                                 |
| 17°                                                                  | 47                                                                   | Lelong / van der Bruwaene                                            | D.B. HBR4 Panhard                                                    | D. B.                                                                | S1.0                                                                 |
| 18°                                                                  | 54                                                                   | Bentley / Gordon                                                     | Osca S750                                                            | Ed. Hugus                                                            | S850                                                                 |
| 19°                                                                  | 56                                                                   | Bouharde / Grelley                                                   | D.B. Coupe Panhard                                                   | D. B.                                                                | S1.0                                                                 |
| 20°                                                                  | 52                                                                   | Bartholoni / de Saint-Auban                                          | D.B. Coupe Panhard                                                   | D. B.                                                                | S850                                                                 |
| 21°                                                                  | 4                                                                    | Lilley / Gamble                                                      | Chevrolet Corvette                                                   | Camoradi U.S.A. RT                                                   | GT5.0                                                                |
| 22°                                                                  | 28                                                                   | Becquart / Ballisat                                                  | Triumph TRS                                                          | Standard Triumph                                                     | S2.0                                                                 |
| 23°                                                                  | 59                                                                   | Leston / Rothschild                                                  | Triumph TRS                                                          | Standard Triumph                                                     | S2.0                                                                 |
| 24°                                                                  | 29                                                                   | Bolton / Sanderson                                                   | Triumph TRS                                                          | Standard Triumph                                                     | S2.0                                                                 |
| 25°                                                                  | 30                                                                   | Gachnang / Wicky                                                     | AC Ace-Aigle Bristol                                                 | Equipe Lausannoise                                                   | GT2.0                                                                |
| 26°                                                                  | 15                                                                   | Whitehead / Taylor                                                   | Ferrari 250 GT SWB                                                   | A. G. Whitehead                                                      | GT3.0                                                                |
| 27°                                                                  | 20                                                                   | Sturgis / Schlesser                                                  | Ferrari 250 GT California                                            | N. A. R. T.                                                          | GT3.0                                                                |
| 28°                                                                  | 2                                                                    | Thompson / Windridge                                                 | Chevrolet Corvette                                                   | B. S. Cunningham                                                     | GT5.0                                                                |
| 29°                                                                  | 10                                                                   | Mairesse / Ginther                                                   | Ferrari 250 TRI/60                                                   | Scuderia Ferrari                                                     | S3.0                                                                 |
| 30°                                                                  | 33                                                                   | Bonnier / Hill                                                       | Porsche 718 RS 60                                                    | Porsche                                                              | S2.0                                                                 |
| 31°                                                                  | 38                                                                   | de Beaufort / Stoop                                                  | Porsche 718 RS 60                                                    | G. de Beaufort                                                       | S1.6                                                                 |
| 32°                                                                  | 50                                                                   | Condrillier / Guichet                                                | Fiat-Abarth 850 S                                                    | Abarth et Cie                                                        | S850                                                                 |
| 33°                                                                  | 43                                                                   | Parkes / Baillie                                                     | Lotus Elite                                                          | S. G. Baillie                                                        | GT1.3                                                                |
| 34°                                                                  | 5                                                                    | Flockhart / Halford                                                  | Jaguar D-type                                                        | Ecurie Ecosse                                                        | S3.0                                                                 |
| 35°                                                                  | 42                                                                   | Buxton / Allen                                                       | Lotus Elite                                                          | Team Lotus                                                           | GT1.3                                                                |
| 36°                                                                  | 45                                                                   | Ashdown / Vögele                                                     | Lola Mk.1 Climax                                                     | Lola Ltd.                                                            | S1.15                                                                |
| 37°                                                                  | 57                                                                   | Rambaux / Boutin                                                     | AC Ace Bristol                                                       | J. Rambaux                                                           | GT2.0                                                                |
| 38°                                                                  | 55                                                                   | Quilico / Reis                                                       | Stanguellini Bialbero                                                | Stanguellini                                                         | S850                                                                 |
| 39°                                                                  | 40                                                                   | Consten / de Leonibus                                                | Conrero - Alfa Romeo 1150                                            | Squadra Conrero                                                      | S1.15                                                                |
| 40°                                                                  | 25                                                                   | Casner / Jeffords                                                    | Maserati Tipo 61 Longtail                                            | Camoradi U.S.A. RT                                                   | S3.0                                                                 |
| 41°                                                                  | 36                                                                   | Kerguen / Lacaze                                                     | Porsche 718 RS 60                                                    | J. Kerguen                                                           | S1.6                                                                 |
| 42°                                                                  | 6                                                                    | Gurney / Hansgen                                                     | Jaguar E 2A Prototype                                                | B. S. Cunningham                                                     | S3.0                                                                 |
| 43°                                                                  | 23                                                                   | Sears / Riley                                                        | Austin-Healey 3000                                                   | J. G. Sears                                                          | GT3.0                                                                |
| 44°                                                                  | 49                                                                   | Féret / Spychiger                                                    | Fiat-Abarth 850 S                                                    | Abarth et Cie                                                        | S850                                                                 |
| 45°                                                                  | 24                                                                   | Gregory / Daigh                                                      | Maserati Tipo 61 Longtail                                            | Camoradi U.S.A. RT                                                   | S3.0                                                                 |
| 46°                                                                  | 53                                                                   | Laroche / Simon                                                      | Osca S750                                                            | Osca                                                                 | S850                                                                 |
| 47°                                                                  | 63                                                                   | Rosinski / Ubezzi                                                    | Alfa Romeo Giulietta SZ                                              | G. Ubezzi                                                            | GT1.3                                                                |
| 48°                                                                  | 34                                                                   | Trintignant / Herrmann                                               | Porsche 718 RS 60                                                    | Porsche                                                              | S2.0                                                                 |
| 49°                                                                  | 1                                                                    | Cunningham / Kimberly                                                | Chevrolet Corvette                                                   | B. S. Cunningham                                                     | GT5.0                                                                |
| 50°                                                                  | 60                                                                   | Rigamonti / Cattini                                                  | Fiat-Abarth 700 S                                                    | Abarth et Cie                                                        | S850                                                                 |
| 51°                                                                  | 51                                                                   | Vinatier / Vidilles                                                  | D.B. Barquette Panhard                                               | D. B.                                                                | S850                                                                 |
| 52°                                                                  | 21                                                                   | "Beurlys" / Bianchi                                                  | Ferrari 250 GT SWB                                                   | Equipe Nationale Belge                                               | GT3.0                                                                |
| 53°                                                                  | 9                                                                    | von Trips / Hill                                                     | Ferrari 250 TR 59/60                                                 | Scuderia Ferrari                                                     | S3.0                                                                 |
| 54°                                                                  | 12                                                                   | Scarfiotti / Rodríguez                                               | Ferrari 250 TRI/60                                                   | Scuderia Ferrari                                                     | S3.0                                                                 |
| 55°                                                                  | 26                                                                   | Munaron / Scarlatti                                                  | Maserati Tipo 61 Longtail                                            | Camoradi U.S.A. RT                                                   | S3.0                                                                 |

## Posiciones finales
| CONSTRUCTORES | CONSTRUCTORES | CONSTRUCTORES |
| Pos           | Equipo        | Puntos        |
| ------------- | ------------- | ------------- |
| 1°            | Ferrari       | 22            |
| 2°            | Porsche       | 22            |
| 3°            | Maserati      | 11            |
| 4°            | Aston Martin  | 4             |

| Predecesor: WSC 1959 | Campeonato Mundial de Resistencia 1960 | Sucesor: WSC 1961 |

- Datos: Q2741445